# 티모테우시 푸하치
티모테우시 푸하치(폴란드어: Tymoteusz Puchacz, 1999년 1월 23일 ~ )는 폴란드의 축구 선수로, 현재 독일 분데스리가의 홀슈타인 킬과 폴란드 국가대표팀에서 레프트백으로 활약하고 있다.

## 구단 경력
푸하치는 레흐 포즈난에서 선수 생활을 시작했다.
2017년 12월 15일, 그는 I 리가의 자그웽비에 소스노비에츠로 임대되었다.
2018년 8월 31일, 그는 I 리가의 GKS 카토비체로 임대되었다.
2021년 5월 18일, 우니온 베를린은 푸하치와 350만 유로의 이적료에 계약했다.
2022년 1월 10일, 쉬페르리그의 트라브존스포르로 임대되었고, 몇 달 후 리그 우승을 차지했다. 같은 해 12월 29일, 그는 수페르리가 엘라다의 파나티나이코스로 임대가 확정되었다.
2023년 6월 19일, 푸하치는 1. FC 카이저슬라우테른으로 임대되었다. 그는 2023-24년 시즌 동안 모든 대회에서 1골 13도움을 기록했는데, FCK는 리그 시즌을 13위로 마쳤고, 2023-24년 DFB-포칼 결승전에 진출했다.
2024년 8월 2일, 푸하치는 분데스리가에 새롭게 승격한 홀슈타인 킬에 합류하였다.
2025년 1월 9일, 그는 2024–25년 시즌 잔여 기간 동안 임대 이적 형식으로 EFL 리그 원의 플리머스 아가일로 이적하였으며, 완전 이적 옵션이 포함되었다.

## 국가대표팀 경력
푸하치는 2021년 6월 1일, 1-1로 비긴 러시아와의 친선 경기에서 폴란드 국가대표팀 데뷔 전을 치렀다.
2021년 6월, 푸하치는 UEFA 유로 2020에서 폴란드의 모든 경기에 출전했는데, 조별 리그에서 최하위를 기록하여 탈락했다.
2024년 6월 7일, 그는 독일에서 열린 UEFA 유로 2024 최종 명단에 이름을 올린 후 두 번째 국제 대회에 선발되었다. 그는 폴란드의 세 경기 모두 결선 토너먼트 진출에 실패하여 벤치를 지켰다.